# Hôtel de Canillac
Hôtel de Canillac (též nazývaný hôtel de Berruyer, hôtel de Camillac, hôtel de Jassaud nebo hôtel de Lamoignon de Courson) je městský palác ze 17. století, který se nachází v Paříži v historické čtvrti Marais ve 3. obvodu na adrese 4, Rue du Parc-Royal a 55, Rue de Turenne. Palác je od roku 1962 chráněn jako historická památka.

## Historie
V roce 1620 klášter Sainte-Croix de la Bretonnerie prodal královskému rádci Jacquesovi Berruyerovi pozemek, na kterém nechal postavit dva paláce (současné domy č. 2 a 4). V roce 1657 palác získal královský sekretář Sébastien Casel. Poté ho získal Guillaume Urbain de Lamoignon de Courson. Pak koupil dům prezident účetní komory v Paříži André Nicolas de Jassaud, po kterém ho roku 1717 zdědila jeho dcera Angélique Marguerite de Jassaud. Ta se provdala za markýze Charlese Michela de Roncherolles († 1728). Palác získala jako věno jejich dcera Thérèse de Roncherolles (1725-1752), když se provdala v roce 1744 za Reného Nicolase de Maupeou, vikomta z Bruyères (1714–1792) a budoucího kancléře Francie. V roce 1778 palác zdědili její synové René Ange de Maupeou (1746-1794), markýz z Bully a Charles Victor de Maupeou (1750-1789). Roku 1779 se majitelem celého paláce stal René Ange. Od jeho dědiců palác koupil dne 29. dubna 1802 obchodník René Alexandre Desclos-Lepeley. Poté ho koupili Antoine Debladis a Giraud Auriacombe, správci železárny v obci Imphy. Antoine Debladis daroval palác svému synovi Achillovi, který zemřel v roce 1885. V roce 1910 zde žila jeho dcera Jean-Marie Gaston Pouzin.
Budova je od 4. ledna 1962 zapsána na seznamu historických památek.

## V literatuře
V románu, který se koná v roce 1912, korsické tajemství Orií, autor Frederic Fappani von Lothringen, přináší do života svého hrdinského člena francouzských tajných služeb Augusta Müllera v suterénech Hotel de Canillac. Paní Jean-Marie Gaston Pouzin by skutečně přijala, že ministerstvo války instaluje pod svým soukromým zámkem obrovský tajný byt, takže tam Augustus Müller pravidelně pracuje.